# Équipe de Belgique féminine de hockey sur glace
Cet article traite de l'équipe féminine. Pour l'équipe masculine, voir Équipe de Belgique de hockey sur glace.
L'équipe de Belgique féminine de hockey sur glace est la sélection nationale de Belgique regroupant les meilleures joueuses belges de hockey sur glace féminin lors des compétitions internationales. Elle est sous la tutelle de la Fédération royale belge de hockey sur glace. La Belgique est classée 37e sur 42 équipes au classement IIHF 2021 .

## Résultats

### Jeux olympiques
L'équipe féminine de Belgique n'a jamais participé aux Jeux olympiques.

### Championnats du monde
La Belgique participe pour la première fois au championnat du monde féminin en 2000, jouant dans le tournoi de qualification pour le Groupe B de l'édition 2001. Depuis 2003, elle évolue en Division III. En 2011, les joueuses belges sont reléguées en Division IV puis à nouveau en 2015 en Division de qualification.
- 1990-1999 — Ne participe pas
- 2000 — Vingtième (4e des qualifications pour le Groupe B)
- 2001 — Vingt-deuxième (3e du groupe A des qualifications pour la Division I)
- 2003 — Vingt-troisième (3e de Division III)
- 2004 — Vingt-cinquième (3e de Division III)
- 2005 — Vingt-troisième (3e de Division III)
- 2007 — Vingt-quatrième (3e de Division III)
- 2008 — Vingt-cinquième (4e de Division III)
- 2009 — Division III annulée
- 2011 — Vingt-sixième (6e de Division III)
- 2012 — Trente-et-unième (5e de Division IIB)
- 2013 — Trente-et-unième (5e de Division IIB)
- 2014 — Trente-et-unième (5e de Division IIB)
- 2015 — Trente-deuxième (6e de Division IIB)
- 2016 — Ne participe pas
- 2017 — Trente-quatrième (2e de la Qualification pour la Division IIB)
- 2018 — Trente-cinquième (2e de la Qualification pour la Division IIB)[4]
- 2019 — Trente-sixième (2e de la Qualification pour la Division IIB)
- 2020 — Trente-sixième (2e de la Division III)
- 2021 — Pas de compétition en raison de pandémie de coronavirus [5].
- 2022 — Trente-deuxième (1re de la Division IIIA)

Note :  Promue ;  Reléguée

### Classement mondial
| Année | Rang | Points | Progression |
| ----- | ---- | ------ | ----------- |
| 2003  | 21   | 535    | -           |
| 2004  | 22   | 1 175  | -1          |
| 2005  | 23   | 1 335  | -1          |
| 2006  | 24   | 830    | -1          |
| 2007  | 24   | 1 160  | ±0          |
| 2008  | 24   | 1 305  | ±0          |
| 2009  | 24   | 810    | ±0          |
| 2010  | 26   | 485    | -2          |
| 2011  | 26   | 780    | ±0          |
| 2012  | 27   | 985    | -1          |

| Année      | Rang | Points | Progression |
| ---------- | ---- | ------ | ----------- |
| 2013       | 31   | 1 220  | -4          |
| Fév. 2014  | 31   | 805    | ±0          |
| Mai 2014   | 31   | 1 325  | ±0          |
| 2015       | 31   | 1 280  | ±0          |
| 2016       | 36   | 765    | -5          |
| 2017       | 37   | 840    | -1          |
| Fév. 2018  | 37   | 840    | ±0          |
| Avril 2018 | 38   | 930    | -1          |
| 2019       | 37   | 995    | +1          |
| 2020       | 36   | 1 080  | +1          |
| 2021       | 37   | 1 040  | -1          |